# Aue (Drachhausen)
Aue (bis zum 18. November 1937 amtlich Plonitza), niedersorbisch Hugon, ist ein bewohnter Gemeindeteil der Gemeinde Drachhausen im Landkreis Spree-Neiße in Brandenburg.

## Lage
Aue liegt in der Niederlausitz, etwa zehn Kilometer Luftlinie nördlich von Cottbus. Umliegende Ortschaften sind Drachhausen im Norden, Drehnow im Südwesten, der zur Stadt Cottbus gehörende Wohnplatz Maiberg im Süden, der Ortsteil Fehrow der Gemeinde Schmogrow-Fehrow im Südwesten sowie, etwas weiter entfernt, das zur Gemeinde Byhleguhre-Byhlen gehörende Dorf Byhleguhre im Westen. Westlich von Aue liegt der südwestliche Ausläufer der Lieberoser Heide und das Naturschutzgebiet Tannenwald.
Etwa einen Kilometer nördlich von Aue befindet sich die Landesstraße 50 von Kolkwitz nach Guben.

## Geschichte
Das Straßendorf entstand im Jahr 1779 als Kolonie des Dorfes Drachhausen auf einer als Plonitza (niedersorbisch Płonica) bezeichneten Gemarkung, deren Name für das Vorwerk übernommen wurde. Der Name Plonitza ist von dem niedersorbischen Wort „plonica“ für „ebenes Feld“ abgeleitet. Der niedersorbische Ortsname „Hugon“ bedeutet „Viehweide“. In dem Ort wurden nach der Errichtung acht Kolonisten und 26 Büdnerfamilien angesiedelt, von denen die meisten mindestens eine Kuh hielten.
Am 18. November 1937 wurde der Ortsname von den Nationalsozialisten im Zuge der „Germanisierung sorbischstämmiger Ortsnamen“ in der Lausitz in Aue geändert, dieser Ortsname wurde nach Kriegsende beibehalten. In der DDR wurde Drachhausen mit dem Gemeindeteil Aue dem Kreis Cottbus-Land im Bezirk Cottbus zugeordnet. Nach der Wende lag Aue zunächst im Landkreis Cottbus, dieser fusionierte bei der Kreisreform am 6. Dezember 1993 mit drei weiteren Landkreisen zum heutigen Landkreis Spree-Neiße. Aue wird vom Amt Peitz mitverwaltet.